# لبنان (نیوجرسی)
لبنان (به انگلیسی: Lebanon Township) شهری در ایالت نیوجرسی کشور ایالات متحده آمریکا است که جمعیت آن در سرشماری سال ۲۰۱۰ میلادی، ۶٬۵۸۸ نفر بوده‌است.